# Gouveio

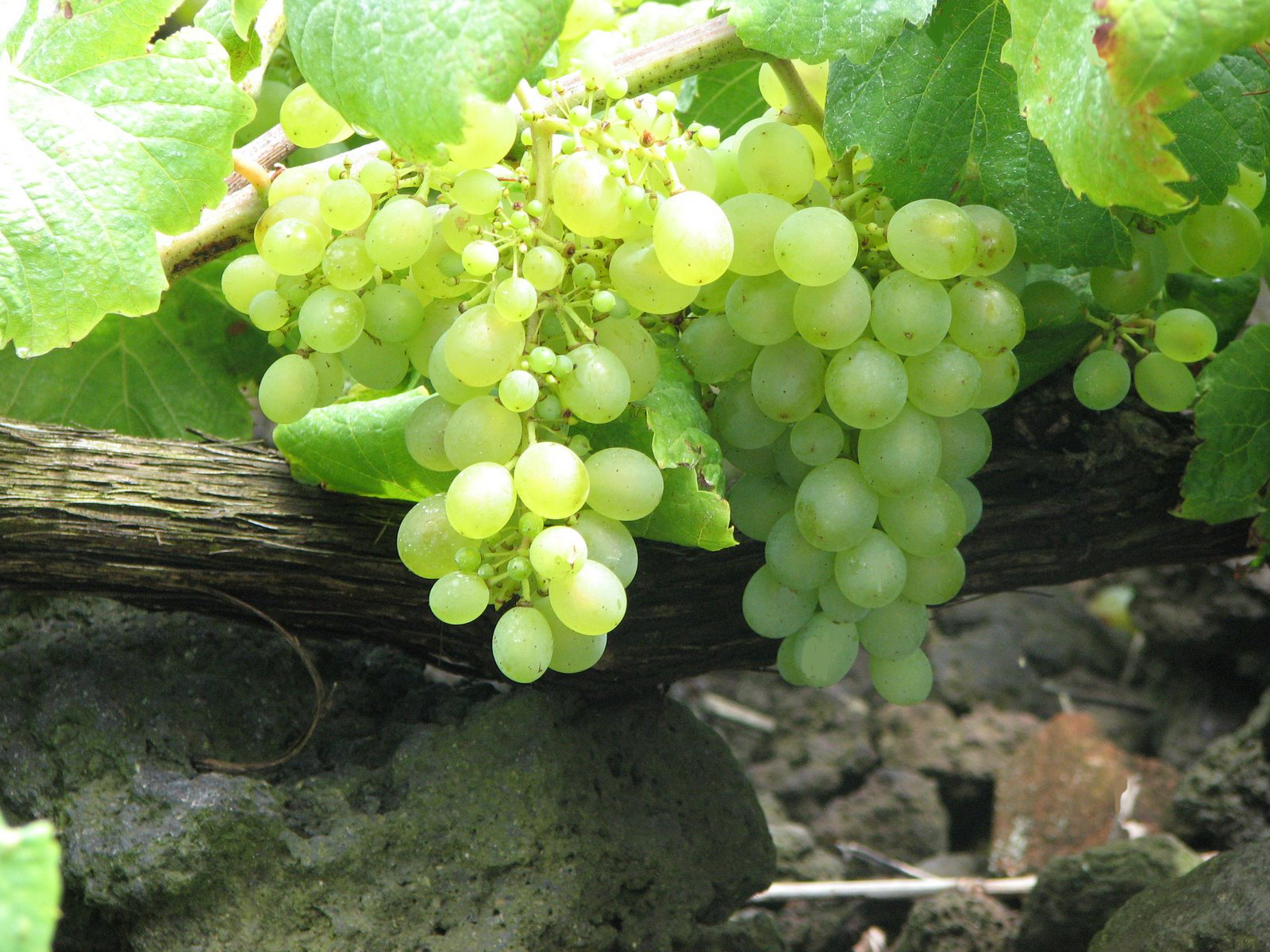
Trauben der Rebsorte ‘Verdelho Branco’

‘Gouveio’ ist eine autochthone Weißweinsorte aus Portugal, die mit der auf Madeira vertretenen Sorte ‘Verdelho Branco’ sowie der italienischen ‘Verdello’ identisch ist.

## Verbreitung
Der Anbau der Gouveio-Rebe ist in den Bereichen Trás-os-Montes, Beira Interior Sul und Beira Interior Norte empfohlen, im Bereich Douro und auf Madeira ist sie zugelassen. Sie wird in den portugiesischen Weinzonen Chaves, Dão, Douro, Encostas da Nave, Planalto Mirandes, Valpacos und Varosa kultiviert. In Portugal beträgt die bestockte Fläche ca. 2.414 Hektar. Man findet die Sorte auf der Halbinsel Krim in der Ukraine zur Erzeugung von aufgespriteten Weinen. Kleinere Bestände (ca. 200 Hektar) sind auch in Australien bekannt.

## Eigenschaften
Die frühreifende Sorte ist frostgefährdet und ist anfällig gegen den Echten Mehltau und die Rohfäule.

## Wein
Sie bringt alkoholreiche Weine mittlerer Säure. Unter anderem wird sie für den weißen Portwein und die Verdelho-Variante des Madeiraweins verwendet.
In Australien wird im Swan Valley bei Perth in Westaustralien ein vieldimensional schmeckender Weißwein namens Verdelho hergestellt.

## Synonyme
‘Agodello’, ‘Agodenho’, ‘Agudanho’, ‘Agudelha’, ‘Agudelho’, ‘Agudello’, ‘Agudelo’, ‘Agudenho’, ‘Berdello’, ‘Cumbrao’, ‘Godelho’, ‘Godella’, ‘Godello’, ‘Godenho’, ‘Godilho’, ‘Gouveio Branco’, ‘Gouveio Real’, ‘Guveio’, ‘Guvejo’, ‘Ojo De Gallo’, ‘Prieto Picudo Blanco’, ‘Quveyo’, ‘Trincadente’, ‘Verdeiho’, ‘Verdeleu’, ‘Verdelho’, ‘Verdelho Branco’, ‘Verdelho Do Dao’, ‘Verdelho Du Dao’, ‘Verdello’